# Euploea ebenina
Euploea ebenina är en fjärilsart som beskrevs av Butler 1866. Euploea ebenina ingår i släktet Euploea och familjen praktfjärilar. Inga underarter finns listade i Catalogue of Life.